# Izydor Szaranewycz
Izydor Szaranewycz, wzgl. Szaraniewicz (ur. 16 lutego 1829 w Kozarze, zm. 3 grudnia 1901 we Lwowie) – ukraiński historyk, profesor Uniwersytetu Lwowskiego, członek Akademii Umiejętności w Krakowie.

## Życiorys
Uczęszczał do Gimnazjum w Brzeżanach. W latach 1848-1850 studiował filozofię i teologię (według innych danych został absolwentem w 1851) na Uniwersytecie Lwowskim, był także słuchaczem Uniwersytetu Wiedeńskiego. W latach 1855-1856 uczył historii w gimnazjach w Przemyślu i we Lwowie.
W 1864 obronił doktorat, a w 1871 habilitował się na Uniwersytecie Lwowskim (rozprawa habilitacyjna Kritische Blicke in die Geschichte der Karpathenvölker im Alterthume und im Mittealter); w latach 1871-1873 był docentem w Katedrze Historii Austriackiej tej uczelni, od 1873 – profesorem zwyczajnym i kierownikiem Katedry Historii Austriackiej.
Zajęcia na Uniwersytecie Lwowskim prowadził do 1899, pełniąc dwukrotnie funkcję dziekana Wydziału Filozoficznego. Wchodził także w skład Komisji Egzaminacyjnej na nauczycieli gimnazjalnych i szkół realnych. Od 1882 wybierany na seniora Instytutu Stauropigiańskiego we Lwowie, założył przy nim w1889 roku Muzeum Archeologiczne gromadzące ukraińskie zabytki, szczególnie sztuki cerkiewnej.
Od 1872 był członkiem Polskiej Akademii Umiejętności w Krakowie; uczestniczył aktywnie w pracach Akademii, prowadził m.in. korespondencję z sekretarzem generalnym AU Józefem Szujskim. Należał także m.in. do Towarzystwa Halicko-Ruskiej Maticy, Towarzystwa Pedagogicznego we Lwowie oraz Towarzystwa "Proswita". Był członkiem Rady Miejskiej Lwowa.
Uniwersytet Kijowski nadał mu tytuł doktora honoris causa. W 1889 roku papieskim Krzyżem "Pro Ecclesia et Pontifice" oraz w 1899 roku Orderem Żelaznej Korony III klasy.
Jego zainteresowania naukowe obejmowały historię średniowieczną Polski, historię średniowieczną Kościoła na Rusi oraz archeologię pradziejów Galicji. Badał m.in. rolę Kościoła prawosławnego w Polsce w XV i XVI wieku; interesował się życiem i działalnością Jerzego Eliaszewicza i Józefa Szumlańskiego. Przeprowadził badania szkieletów ludzkich i przedmiotów z cmentarzysk prahistorycznych w Czechach i Wysocku. Prace Szaraniewicza pozostawione w rękopisie skompletował i wydał Antoni Petruszewicz. Jednym ze znanych uczniów Szaraniewicza był Ludwik Finkel.

W nekrologu krakowski „Czas” napisał: 
"Ś.p. Izydor Szaraniewicz był z pochodzenia i przekonania Rusinem, nawet należał do tak zwanego stronnictwa "twardych". Dalekim był jednak, jako człowiek nieprzeciętnej wiedzy, od wszelkiego szowinizmu i nienawiści narodowej. (..) Najlepszym tego dowodem są prace w języku polskim i chętny, czynny udział w pracach Akademii krakowskiej"

## Wybrane publikacje
Ogłosił około 30 prac naukowych, m.in.:
- Starodawnij Galicz (1860)
- Starodawnij Lwow (1861)
- Istorija Galicko Wolodimirskoj Rusi (1863)
- Sprawy kościelne na Rusi za Kazimierza Wielkiego (1863)[12]
- Ruś i Podole od roku 1450-1500 (1868)
- O starodawnych historycznych przejściach przez Karpaty i przez San (1869)
- Rys wewnętrznych stosunków Galicyi wschodniej w drugiej połowie XV wieku (1869)
- Bitwa pod Podhajcami w Galicyi w roku 1667 (1870)
- O źródłach służących do głębszego poznania kraju ojczystego (1870)[13]
- Początki słowiańskie u stoków Karpat (1870)
- Rzut oka na beneficja Kościoła ruskiego za czasów Rzeczypospolitej Polskiej (1875)
- Patryjarchat wschodni wobec Kościoła ruskiego i Rzeczypospolitej Polskiej (1879)[14]